# Vadalma
A vadalma vagy erdei vadalma, népies nevén vadóka (Malus sylvestris) a rózsafélék családjába tartozó alma (Malus) növénynemzetség egyik faja, kifejlett egyedei fanyar gyümölcsöt érlelő erdei kis fák.

## Elterjedése
Hazája szinte egész Európa – észak felé Skandinávia déli részéig, illetve a Brit-szigeten Skóciáig megtalálható –, habár nem gyakori, és sehol sem erdőalkotó. Magyarországon szintén őshonos.

## Megjelenése
A kifejlett vadalmafa jellemző magassága 5–10 m. Törzse általában rövid és sokszor görbe, illetve csavarodott, kérge szürkésbarna, repedezett, pikkelyes, de a vadkörte kérgénél világosabb és simább. Lombkoronája nagyon sűrű, ágrendszere szabálytalan, fiatalon felfelé törő, idősebb korában azonban sokszor visszahajló; az ágak gyakran tövisesek. Levelei a hajtásokon szórtan állnak, azokhoz 2–3 cm hosszú nyéllel kapcsolódnak; kezdetben nemezesen szőrösek, később általában lekopaszodnak. A levéllemezek kerek-tojásdad vagy hosszúkás-elliptikus alakúak, fűrészes vagy csipkés szélűek, 4–10 cm hosszúak és legfeljebb 5 cm szélesek, színükön mattzöld, fonákjukon világosabb zöld színűek. A levélváll szélesen lekerekített, vagy ékszerűen keskenyedik a nyél felé, a levélcsúcs kihegyezett. Virágai kis csomókban, a lombfakadással közel egy időben, április-májusban nyílnak, kellemes illatúak, 3–6 cm szélesek, öt sziromlevelük fehér vagy kissé rózsaszínű. A bibék alapjuknál összenőttek. A virágok többsége a sokéves, rövid szártagokkal (szárközökkel, internódiumokkal) tagolt rövidhajtásokon, az úgynevezett termőnyársakon fejlődik.
Termései gömbölyű almák: 2–4 cm átmérőjűek, éretten zöldessárga színűek, esetleg pirossal árnyaltak (gyakran a napsütötte oldalukon), ízük nagyon fanyar, húsuk kemény.
A termesztett nemes alma leveleinek fonákja mindig gyapjasan szőrös, érett termései nagyobbak, édesebb és nem fanyar ízűek, puhább húsúak. Ha azonban nincs termés az almafán, nehéz megkülönböztetni a vadalmafát a termesztésből kivadult nemes almafától.

## Élőhelye
A síkságokon és a hegyvidékeken is él. Különösen réteken, legelőkön, mezsgyehatárokon szembetűnő, pedig nedves talajú erdőkben (leggyakrabban tölgyesekben), erdőszéleken, ligetekben, cserjésekben ugyanúgy megtalálható. Az üde talajt jobban, a fényt kimondottan kedveli, a szárazságot viszont csak megtűri.

## Felhasználása
Termése a télre készülő vadak egyik fontos tápláléka ősszel.
A gyümölcs az ember számára is ehető, élelmiszerek alapanyagaként is felhasználható, manapság azonban már a termesztett almák helyettesítik. Készíthető belőle is mártás, mely kitűnő kísérője a húsételeknek, savanyú íze miatt a zsírosabb és vadhúsok ízesítője, de kompót, gyümölcskocsonya, gyümölcsbor és gyümölcsecet is.
Az almanemesítésben nagy szerepe van, anyatőként oltásra is használják.

## Képek
|  |  |  |  |